# FA Women's Super League 1 2011
La FA Women's Super League 1 2011 è stata la prima edizione della massima divisione del campionato inglese femminile di calcio. Il campionato è iniziato il 13 aprile 2011 e si è concluso il 28 agosto. L'Arsenal ha vinto il campionato per la prima volta. Capocannoniere del torneo è stata Rachel Williams con 14 reti realizzate.

## Stagione

### Formula
Le 8 squadre si affrontano in un girone all'italiana con partite di andata e ritorno, per un totale di 14 giornate. La squadra prima classificata è campione di Inghilterra e le prime due classificate sono ammesse alla UEFA Women's Champions League.

## Squadre partecipanti
| Club                    | Città               | Stadio                     | Stagione 2010                              |
| ----------------------- | ------------------- | -------------------------- | ------------------------------------------ |
| Arsenal                 | Borehamwood         | Meadow Park                | 1º posto in FA Women's Premier League      |
| Birmingham City         | Stratford-upon-Avon | The DCS Stadium            | 10º posto in FA Women's Premier League     |
| Bristol Academy         | Filton              | Stoke Gifford Stadium      | 12º posto in FA Women's Premier League     |
| Chelsea                 | Morden              | Imperial Fields            | 3º posto in FA Women's Premier League      |
| Doncaster Rovers Belles | Doncaster           | Keepmoat Stadium           | 6º posto in FA Women's Premier League      |
| Everton                 | Crosby              | The Arriva Park            | 2º posto in FA Women's Premier League      |
| Lincoln City            | Lincoln             | Sincil Bank / Ashby Avenue | 2º posto in FA Women's Premier League Nord |
| Liverpool               | Skelmersdale        | West Lancashire College    | 1º posto in FA Women's Premier League Nord |

## Classifica finale
Fonte: sito ufficiale
|  | Pos. | Squadra                 | Pt | G  | V  | N | P | GF | GS | DR  |
|  | ---- | ----------------------- | -- | -- | -- | - | - | -- | -- | --- |
|  | 1.   | Arsenal                 | 32 | 14 | 10 | 2 | 2 | 29 | 9  | +20 |
|  | 2.   | Birmingham City         | 29 | 14 | 8  | 5 | 1 | 29 | 13 | +16 |
|  | 3.   | Everton                 | 25 | 14 | 7  | 4 | 3 | 19 | 13 | +6  |
|  | 4.   | Lincoln City            | 21 | 14 | 6  | 3 | 5 | 18 | 16 | +2  |
|  | 5.   | Bristol Academy         | 16 | 14 | 4  | 4 | 6 | 14 | 20 | -6  |
|  | 6.   | Chelsea                 | 15 | 14 | 4  | 3 | 7 | 14 | 19 | -5  |
|  | 7.   | Doncaster Rovers Belles | 9  | 14 | 2  | 3 | 9 | 9  | 26 | -17 |
|  | 8.   | Liverpool               | 7  | 14 | 1  | 4 | 9 | 10 | 26 | -16 |

Legenda:
      Campione d'Inghilterra e ammessa alla UEFA Women's Champions League 2012-2013
      Ammessa alla UEFA Women's Champions League 2012-2013
Note:
Tre punti a vittoria, uno a pareggio, zero a sconfitta.

## Risultati
|                         | Ars  | Bir  | Bri  | Che  | Don  | Eve  | Lin  | Liv  |
| ----------------------- | ---- | ---- | ---- | ---- | ---- | ---- | ---- | ---- |
| Arsenal                 | –––– | 1-2  | 1-0  | 3-0  | 3-0  | 1-0  | 3-0  | 4-0  |
| Birmingham City         | 1-1  | –––– | 4-0  | 3-2  | 3-0  | 2-3  | 0-0  | 1-0  |
| Bristol Academy         | 2-2  | 2-3  | –––– | 0-0  | 1-0  | 0-2  | 1-1  | 2-3  |
| Chelsea                 | 0-1  | 1-1  | 0-1  | –––– | 2-1  | 1-3  | 0-1  | 1-1  |
| Doncaster Rovers Belles | 0-3  | 2-2  | 1-2  | 1-4  | –––– | 0-1  | 1-0  | 0-3  |
| Everton                 | 3-1  | 0-2  | 0-0  | 2-0  | 1-1  | –––– | 1-0  | 0-2  |
| Lincoln City            | 1-3  | 0-4  | 0-2  | 1-2  | 1-1  | 3-3  | –––– | 0-1  |
| Liverpool               | 0-2  | 1-1  | 3-1  | 0-1  | 0-1  | 0-0  | 4-2  | –––– |

## Statistiche

### Classifica marcatrici
Fonte: sito ufficiale
| Gol |  |  | Giocatore       | Squadra    |
| --- |  |  | --------------- | ---------- |
| 14  |  |  | Rachel Williams | Birmingham |
| 9   |  |  | Kim Little      | Arsenal    |
| 6   |  |  | Natasha Dowie   | Everton    |
| 6   |  |  | Ellen White     | Arsenal    |
| 5   |  |  | Rachel Yankey   | Arsenal    |

## Coppa di Lega
|  | Quarti di finale        | Quarti di finale        | Quarti di finale |                 |                 | Semifinali      | Semifinali | Semifinali |  |  | Finale | Finale | Finale |  |
|  |                         |                         |                  |                 |                 |                 |            |            |  |  |        |        |        |  |
|  | Liverpool               | Liverpool               | 0                |                 |                 |                 |            |            |  |  |        |        |        |  |
|  | Liverpool               | Liverpool               | 0                |                 |                 |                 |            |            |  |  |        |        |        |  |
|  | Arsenal                 | Arsenal                 | 4                |                 |                 |                 |            |            |  |  |        |        |        |  |
|  | Arsenal                 | Arsenal                 | 4                |                 | Arsenal         | Arsenal         | 3          |            |  |  |        |        |        |  |
|  |                         |                         |                  |                 | Arsenal         | Arsenal         | 3          |            |  |  |        |        |        |  |
|  |                         |                         | Lincoln City     | Lincoln City    | 1               |                 |            |            |  |  |        |        |        |  |
|  | Bristol Academy         | Bristol Academy         | Lincoln City     | Lincoln City    | 1               | 1               |            |            |  |  |        |        |        |  |
|  | Bristol Academy         | Bristol Academy         |                  |                 |                 |                 |            |            |  |  |        |        |        |  |
|  | Lincoln City            | Lincoln City            | 2                |                 |                 |                 |            |            |  |  |        |        |        |  |
|  | Lincoln City            | Lincoln City            | 2                |                 | Arsenal         | Arsenal         | 4          |            |  |  |        |        |        |  |
|  |                         |                         |                  |                 |                 |                 |            |            |  |  |        |        |        |  |
|  |                         |                         | Birmingham City  | Birmingham City | 1               |                 |            |            |  |  |        |        |        |  |
|  | Doncaster Rovers Belles | Doncaster Rovers Belles | Birmingham City  | Birmingham City | 1               | 0               |            |            |  |  |        |        |        |  |
|  | Doncaster Rovers Belles | Doncaster Rovers Belles |                  |                 |                 |                 |            |            |  |  |        |        |        |  |
|  | Birmingham City         | Birmingham City         | 4                |                 |                 |                 |            |            |  |  |        |        |        |  |
|  | Birmingham City         | Birmingham City         | 4                |                 | Birmingham City | Birmingham City | 2          |            |  |  |        |        |        |  |
|  |                         |                         |                  |                 | Birmingham City | Birmingham City | 2          |            |  |  |        |        |        |  |
|  |                         |                         | Everton          | Everton         | 1               |                 |            |            |  |  |        |        |        |  |
|  | Chelsea                 | Chelsea                 | Everton          | Everton         | 1               | 0               |            |            |  |  |        |        |        |  |
|  | Chelsea                 | Chelsea                 |                  |                 |                 |                 |            |            |  |  |        |        |        |  |
|  | Everton                 | Everton                 | 4                |                 |                 |                 |            |            |  |  |        |        |        |  |